# Vuistregel
Een vuistregel is een makkelijk te leren en makkelijk toe te passen procedure voor een normaal gesproken complexe berekening. In een meer algemene betekenis is een vuistregel een vereenvoudigde benadering van een complex probleem die desondanks in de praktijk bruikbaar is en voldoet.
De uitkomst van een vuistregel-berekening hoeft niet altijd precies te zijn en kan een eerste schatting of benadering zijn van de werkelijke waarde.

## Horizon-vuistregel
Zo is de afstand {\displaystyle d} (in kilometers) tot de horizon te benaderen met de volgende formule, waarin {\displaystyle h} de zichthoogte ten opzichte van het aardoppervlak is (in meters):
{\displaystyle d={\sqrt {13\times h}}}
De werkelijke formule is heel wat ingewikkelder. Zie daarvoor het artikel: Horizon.

## Bliksemflits/ donderslag - vuistregel
Tussen de duur van de bliksemflits (de lichtinslag) en de donderslag (het geluid) zit per kilometer 3 seconden. Dit verschil ontstaat doordat het geluid langzamer "reist" dan het licht. Hierdoor is er een verschil van 3 seconden per kilometer. Door, vanaf de blikseminslag te tellen tot aan de donderdag, kan aan de hand van deze vuistregel worden bepaald hoever ongeveer de inslag is geweest. Kinderen die bang zijn voor de bliksem kunnen deze vuistregel gebruiken. 
|    | Seconden | Afstand (km) |
| -- | -------- | ------------ |
| 3  | 1        |              |
| 6  | 2        |              |
| 9  | 3        |              |
| 12 | 4        |              |
| 15 | 5        |              |
| 18 | 6        |              |